# 曹大章
曹大章（1521年—1575年），字一呈，號含斋，直隸金壇縣（今江蘇金壇市）人，明朝翰林，榜眼及第。

## 生平
嘉靖二十五年（1546年），應天府鄉試第三十三名舉人。嘉靖三十二年（1553年）中式癸丑科會試第一名，殿試中式一甲第二名進士。授翰林院編修，起复补编修。嘉靖三十八年，出任會試同考官。后因不附嚴嵩父子，被排擠請病告歸，四十年五月考察中以浮躁罢黜。中年告归，所著文集十六卷行世 。

## 著作
曹大章工诗文，善散曲，曾为魏良辅《南词引正》作序。著有《燕都妓品》《莲台仙会品》《秦淮士女表》《广陵女士殿最》、《曹太史含斋先生文集》《雁书记》《散曲》等。

## 家族
曾祖曹雍；祖父曹廣；父曹邦彥，字懋忠，號龍湖，正德丙子舉人，任戶部司務。母蔡氏。